# Nenad Beđik
Nenad Beđik (serbisch-kyrillisch Ненад Беђик; * 14. April 1989 in Subotica) ist ein serbischer Ruderer.
Beđik belegte bei den Junioren-Weltmeisterschaften 2006 den elften Platz mit dem Doppelvierer, 2007 erreichte er mit dem Doppelzweier den sechsten Rang. Im Erwachsenenbereich belegte er den siebten Platz im Vierer mit Steuermann bei den Europameisterschaften 2009. Zusammen mit Nikola Stojić trat Beđik bei den Olympischen Spielen 2012 im Zweier ohne Steuermann an und schied im Halbfinale aus, zum B-Finale traten die beiden Serben nicht an. Im September 2012 erhielten Stojić und Beđik die Bronzemedaille bei den Europameisterschaften. Im Juni 2013 bei den Europameisterschaften in Sevilla gewannen die beiden den Titel, drei Monate später belegten sie den neunten Platz bei den Weltmeisterschaften 2013. 2015 trat Nenad Beđik zusammen mit Miloš Vasić an, die beiden gewannen die Bronzemedaille bei den Europameisterschaften und bei den Weltmeisterschaften. Bei den Olympischen Spielen 2016 kenterten die beiden im Vorlauf, wurden aber trotzdem für den Hoffnungslauf zugelassen. Letztlich erreichten die beiden den zehnten Platz.
Bei den Europameisterschaften 2017 siegten im Zweier ohne Steuermann die Italiener Matteo Lodo und Giuseppe Vicino vor den Franzosen Valentin Onfroy und Théophile Onfroy, dahinter erhielten Beđik und Vasić die Bronzemedaille.